# 空中補給
空中補給（Air Supply，也譯空氣供給、空氣供給站或空氣供給者），是一支來自澳洲的歐美流行音樂派系樂團，其成員主要由來自英國的吉他手兼歌手葛拉漢·羅素以及來自澳大利亞的主唱歌手羅素·希區考克於1975年在澳洲組成。其他成員則根據實際狀況，而在樂團各發展時期中有所不同。

## 歷史
1975年5月12日，葛拉漢與羅素在澳大利亞共同參與演出安德魯·洛伊·韋伯的音樂劇《萬世巨星》（Jesus Christ Superstar），兩人因此而互相認識。同年，他們連同克里西·漢蒙以及另外兩人組成了五人樂隊「空中補給」。然而，在當他們發行了樂隊的第一首單曲之後，克里西離開樂隊，其位置便由不久後新加入的傑瑞米·保羅取而代之。
1976年他們發行首張同名專輯《Air Supply》，後來被洛·史都華邀請擔任他的北美巡迴演唱會的暖場歌手樂團。在此期間傑瑞米離開了樂隊。
此後，羅素與葛拉漢又於1978年重新開始他們的音樂事業，並重新錄製了之前發行的許多流行單曲。這次他們召集了（鍵盤手），、（結他手）、（低音結他）及 （鼓手）。
1979年樂隊發行了《Life Support》，包括了圖畫光碟的一張概念專輯。裡面收錄了5分30秒版本的流行單曲《Lost In Love》，此曲由 Russell 用15分鐘的時間寫出來，它吸引了銳意開拓音樂市場的唱片公司老闆的注意，並隨即為樂隊提供了一份唱片合約。
1980年他們發行《Lost In Love》，這他們第一次在美國發行的專輯，收錄了他們其後上美國五大單曲榜的其中三首單曲，包括《All Out of Love》及《Every Woman In The World》。後來他們迅速發行了另外三支專輯《The One That You Love》、《Now and Forever》及《Greatest Hits》。
1983年他們憑著《Making Love Out of Nothing at All》進駐美國#2流行榜。80年代期間他們憑《Just as I Am》進駐 Billboard hit 流行榜，以及憑《The Power of Love》、《Lonely Is the Night》以及《One More Chance》成為不少的流行榜上名單。Russell 與 Hitchcock 在1987年停止錄音室製作，轉為巡迴演唱之前，他們錄製了一張聖誕專輯。期間，Hitchcock 發行他自己的個人同名專輯。
1991年，兩人重組並發行專輯《The Earth Is》，裡面收錄了他們的流行單曲《Without You》。隨後在1993年發行了《The Vanishing Race》，以及1995年的《News from Nowhere》。同樣在1995年，在他們發行了收錄台北演唱會的CD及DVD專輯《Now and Forever: Greatest Hits Live》後，他們隨即在東南亞國家大受歡迎，並且登上每週中國專輯暢銷排行榜冠軍達16週之久。
於新世紀，他們繼續巡迴演出，以及發行更多的同齡專輯包括《The Book of Love》（1997年）、《Yours Truly》（2001年），及《Across the Concrete Sky》（2003年）。2005年他們發行了另一張現場CD/DVD演唱會專輯《It Was Thirty Years Ago Today》，收錄了他們在加拿大 Casino Rama 的演唱會實況，適逢樂團邁入第35年之際， 於2010年發行了《Mumbo Jumbo》，即便是現役樂團中的長青樹，他們仍創作不懈。

## 專輯

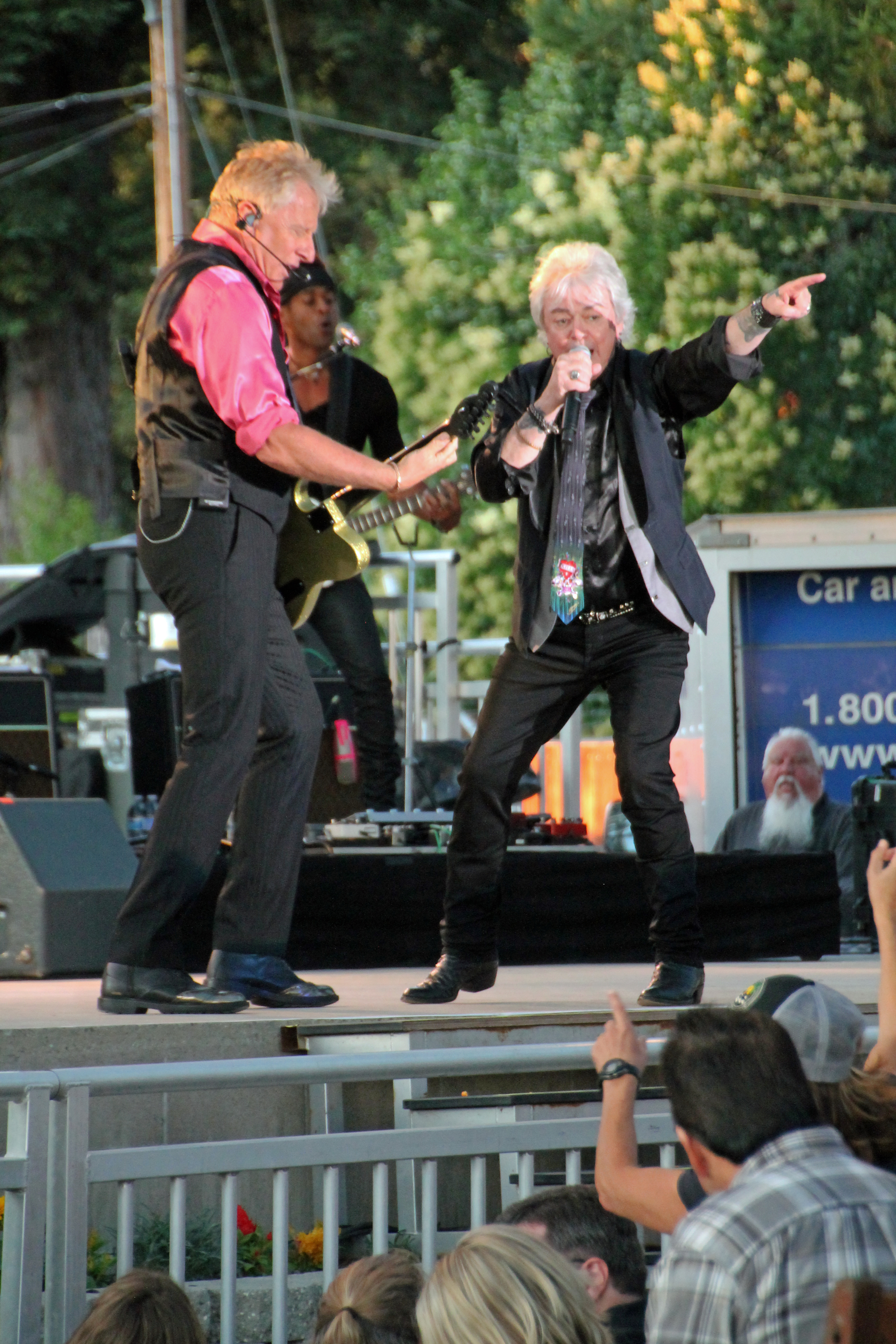
空中補給 (2015)

- 1976：Air Supply [Rainbow Records]
- 1977：The Whole Thing Started
- 1977：Love & Other Bruises
- 1979：Life Support
- 1980：Lost in Love
- 1981：The One That You Love
- 1982：Now and Forever
- 1983：Greatest Hits
- 1983：Making Love... The Very Best Of Air Supply
- 1985：Air Supply [Arista]
- 1986：Hearts in Motion

- 1987：The Christmas Album
- 1987：Russell Hitchcock（個人專輯）
- 1991：The Earth Is...
- 1993：The Vanishing Race
- 1995：News from Nowhere
- 1995：Greatest Hits Live - Now And Forever
- 1997：The Book of Love
- 1999：The Definitive Collection

- 2001：Sweet Dreams - The Encore Collection
- 2001：Yours Truly
- 2002：The Ultimate Collection: Millennium
- 2003：Across the Concrete Sky
- 2003：Forever Love
- 2003：The Ultimate Collection
- 2004：Platinum and Gold Collection
- 2005：Love Songs
- 2005：All Out Of Love Live
- 2005：It Was 30 Years Ago Today
- 2005：The Singer and the Song
- 2010：Mumbo Jumbo

## 外部連結
- 「空中補給」官方網站 （英文）